# Liste der Kulturgüter in Rheinwald
Die Liste der Kulturgüter in Rheinwald enthält alle Objekte in der Gemeinde Rheinwald im Kanton Graubünden, die gemäss der Haager Konvention zum Schutz von Kulturgut bei bewaffneten Konflikten, dem Bundesgesetz vom 20. Juni 2014 über den Schutz der Kulturgüter bei bewaffneten Konflikten sowie der Verordnung vom 29. Oktober 2014 über den Schutz der Kulturgüter bei bewaffneten Konflikten unter Schutz stehen.
Objekte der Kategorien A und B sind vollständig in der Liste enthalten, Objekte der Kategorie C fehlen zurzeit (Stand: 1. Januar 2023).

## Kulturgüter
| Foto |                                                                          | Objekt                                              | Kat. | Typ | Standort                                    | Beschreibung                                       |
| ---- | ------------------------------------------------------------------------ | --------------------------------------------------- | ---- | --- | ------------------------------------------- | -------------------------------------------------- |
| ja   | Datei hochladen · Wikidata zu Alte Landbrücke (Q435842)                  | Alte Landbrücke KGS-Nr.: 03035                      | A    | G   | Hinterrhein 735280 / 154578                 |                                                    |
| ja   | Datei hochladen · Wikidata zu Hotel Alte Herberge Weiss Kreuz (Q1630814) | Ehemalige Säumerherberge Weiss Kreuz KGS-Nr.: 10555 | A    | G   | Splügen, Oberdorf 38 744449 / 157550        |                                                    |
| BW   | Datei hochladen · Wikidata zu Rotes Haus, mit Garten (Q29784808)         | Rotes Haus mit Garten KGS-Nr.: 03037                | B    | G   | Hinterrhein, Dorfstrasse 14 735120 / 154806 |                                                    |
| ja   | Datei hochladen · Wikidata zu Haus Albertini (Q29785138)                 | Haus Albertini KGS-Nr.: 03294                       | B    | G   | Splügen, Oberdorf 39 744417 / 157621        |                                                    |
| ja   | Datei hochladen · Wikidata zu Burg Splügen (Q1014040)                    | Splügen, mittelalterliche Burgruine KGS-Nr.: 03295  | B    | F   | Splügen 745363 / 157987                     |                                                    |
| ja   | Datei hochladen · Wikidata zu Haus Camastral (Q29785141)                 | Haus Camastral KGS-Nr.: 03297                       | B    | G   | Splügen, Susta 20 744460 / 157580           |                                                    |
| ja   | Datei hochladen · Wikidata zu Schorsch-Haus (Q29785143)                  | Schorsch-Haus KGS-Nr.: 03299                        | B    | G   | Splügen, Oberdorf 51 744430 / 157620        |                                                    |
| ja   | Datei hochladen · Wikidata zu Gemeindehaus (altes Schulhaus) (Q29785137) | Gemeindehaus (altes Schulhaus) KGS-Nr.: 03300       | B    | G   | Splügen, Oberdorf 40 744435 / 157575        | Auch bekannt als Haus J. P. Schorsch, erbaut 1716. |
| ja   | Datei hochladen · Wikidata zu Hotel Bodenhaus (Q1630837)                 | Hotel Bodenhaus KGS-Nr.: 10801                      | B    | G   | Splügen, Bodenplatz 2 744592 / 157545       |                                                    |
| ja   | Datei hochladen · Wikidata zu Reformierte Kirche Splügen (Q2137073)      | Evangelische Kirche KGS-Nr.: 10802                  | B    | G   | Splügen 744577 / 157613                     |                                                    |